# Martin Thomas (piragüista)
Martin Thomas (15 de septiembre de 1989) es un deportista francés que compite en piragüismo en la modalidad de eslalon.
Ganó dos medallas en el Campeonato Mundial de Piragüismo en Eslalon, oro en 2021 y bronce en 2017, y dos medallas de plata en el Campeonato Europeo de Piragüismo en Eslalon de 2019. Participó en los Juegos Olímpicos de Tokio 2020, ocupando el quinto lugar en la prueba de C1 individual.

## Palmarés internacional
| Campeonato Mundial | Campeonato Mundial      | Campeonato Mundial | Campeonato Mundial |
| Año                | Lugar                   | Medalla            | Competición        |
| ------------------ | ----------------------- | ------------------ | ------------------ |
| 2017               | Pau (Francia)           | Medalla de bronce  | C1 por equipos     |
| 2021               | Bratislava (Eslovaquia) | Medalla de oro     | C1 por equipos     |
| Campeonato Europeo |                         |                    |                    |
| Año                | Lugar                   | Medalla            | Competición        |
| 2019               | Pau (Francia)           | Medalla de plata   | C1 individual      |
| 2019               | Pau (Francia)           | Medalla de plata   | C1 por equipos     |